# فهرست بیماری‌های آکواریوم

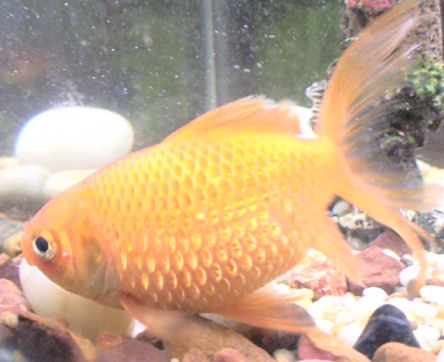
یک ماهی قرمز با ماهی ورم

فهرست بیماری‌های آکواریوم (انگلیسی: List of aquarium diseases)
در زیر به لیستی از بیماری‌های آکواریوم اشاره شده است. ماهی جدید گاهی اوقات می‌توانند بیماری را به آکواریوم معرفی، و مشکل ساز باشد. برای تشخیص و درمان بیشتر بیماری‌های ماهی‌ها نیز تشدید زمانی ماهی تأکید شده است. بیماری‌هایآکواریوم معمول شامل موارد زیر است:
- Amyloodinium (مخملی دریایی)
- کرم لنگر
- Columnaris
- Cryptocaryon (ICK دریایی)
- Dactylogyrus (آبششی ترماتود)
- ورم
- marinum مایکوباکتریوم (tubercolosis ماهی)
- پوسیدگی باله
- Gyrodactylus (ترماتود پوست)
- پوست یا گیل ترماتود
- Ichthyophthirius (لکه سفید یا ICK)
- بیماری مخملی، از جمله Oodinium
- Hexamita (سوراخ در سر)
- Lymphocystis
- columnaris Flexibacter
- سل شبیه ماهی
- Myxobacteriosis
- گند خونی
- Ichthyobodo (costia)
- Tetrahymena

## قرنطینه
هدف از قرنطینه جلوگیری از مشکلات در مخزن اصلی به دلیل بیماری است. تانک قرنطینه باید قبل از معرفی هر حیوان تازه به دست آورده در مخزن اصلی و درمان ماهی که در حال حاضر بیمار استفاده شود. با انجام این کار، aquarist می‌توانید از گسترش این بیماری جلوگیری و آن را آسان تر درمان کنید